# Пекары-Слёнске
Пекары-Слёнске (пол. Piekary Śląskie, нем. Deutsch Piekar) — город в Польше, входит в Силезское воеводство. Имеет статус городского повята. Занимает площадь 40 км². Население: 59 675 человек (на 2006 год).

## Известные уроженцы
- Мархвица, Ханс (1890—1965) — немецкий поэт и писатель
- Тадеуш Гиацинт Пыка (1930—2009) — польский коммунистический политик, вице-премьер ПНР в 1975—1980

## Города-побратимы
- Кромержиж, Чехия

## Фотографии

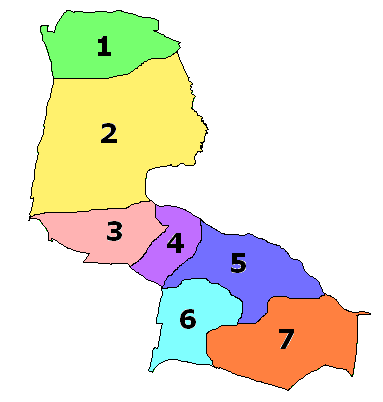
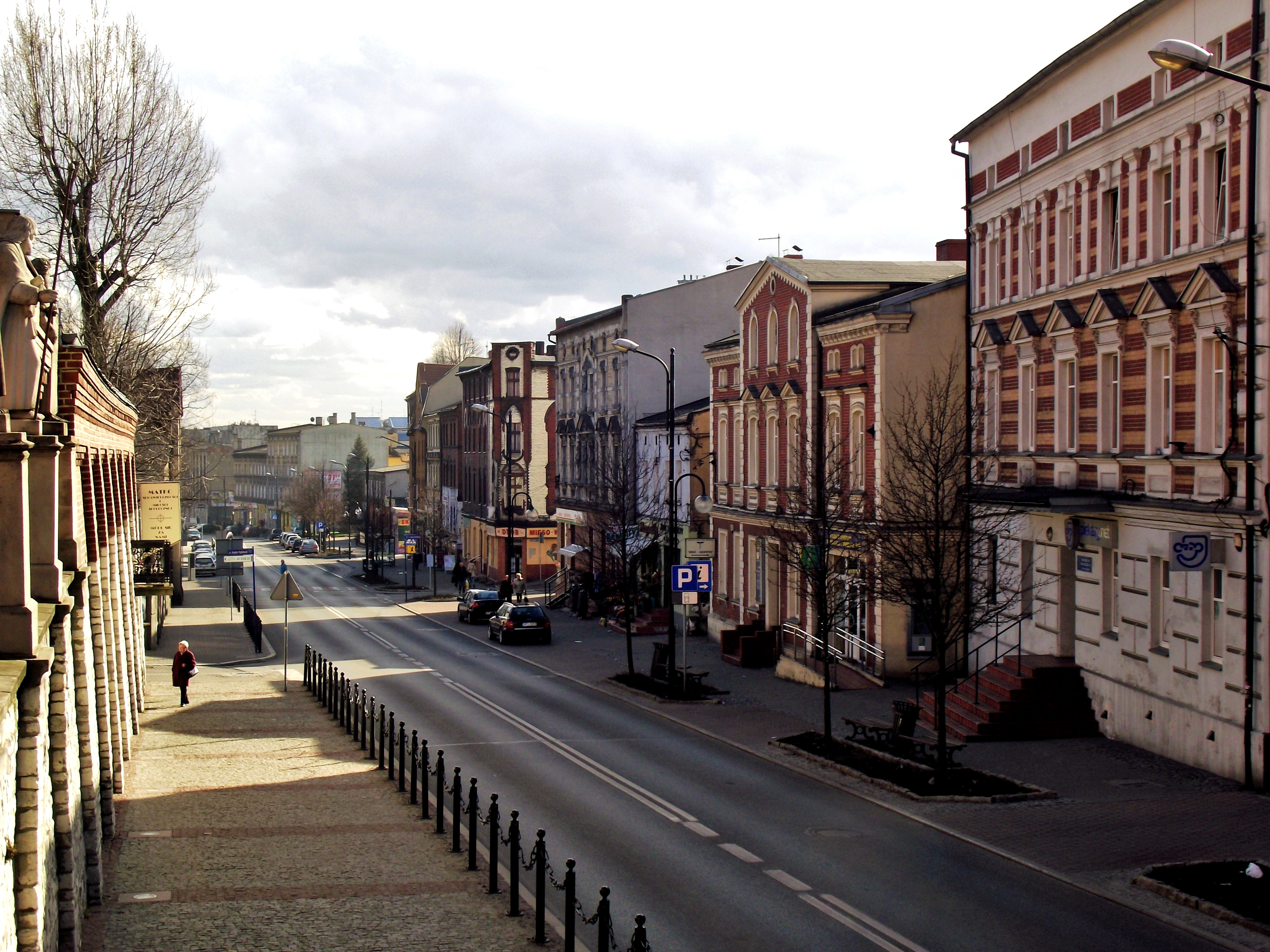
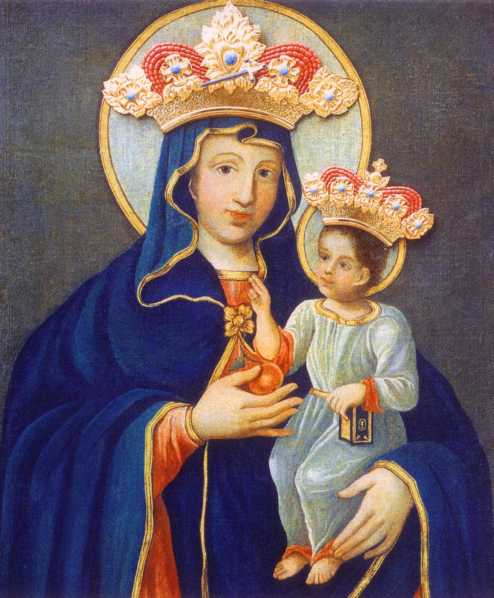
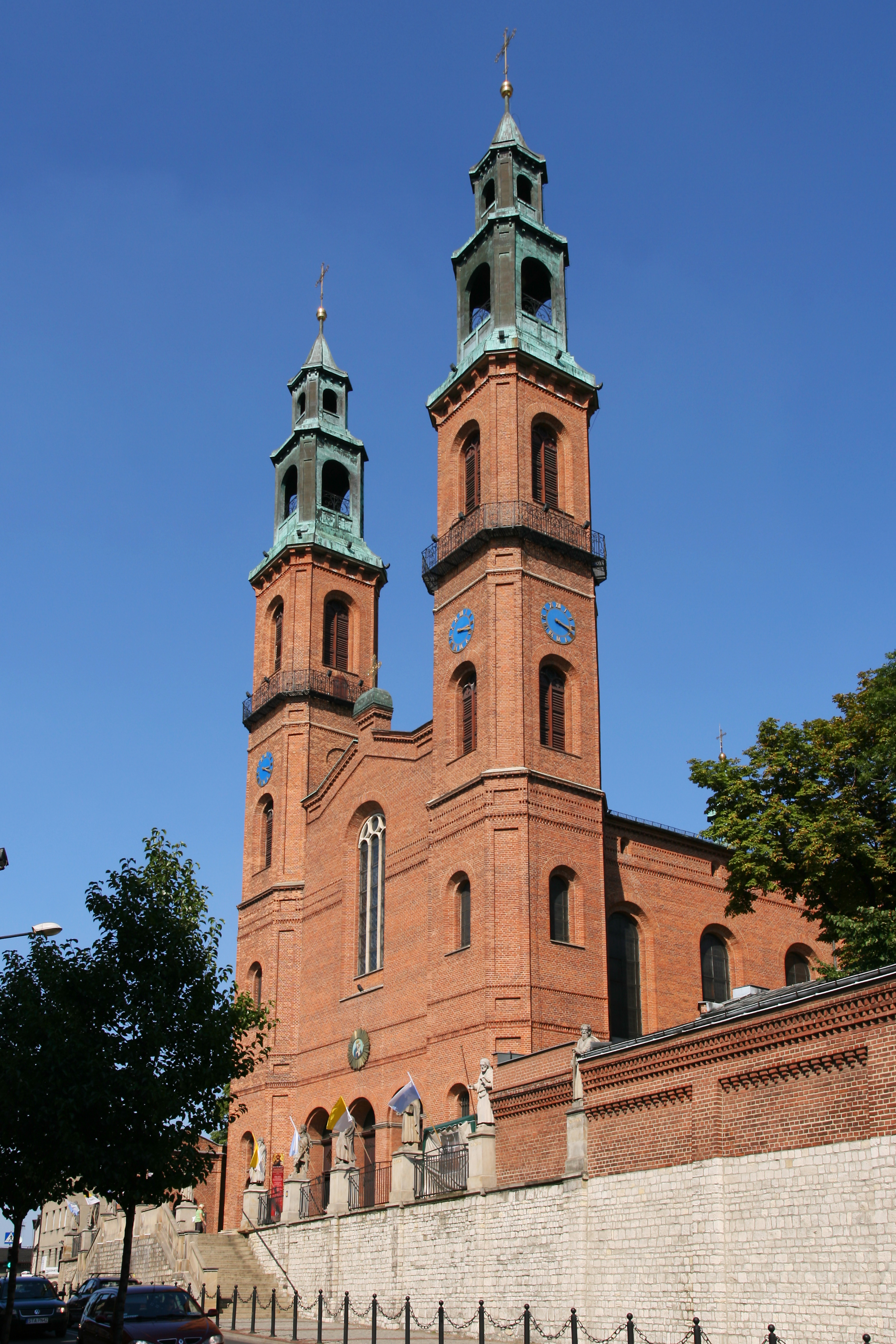
Базилика
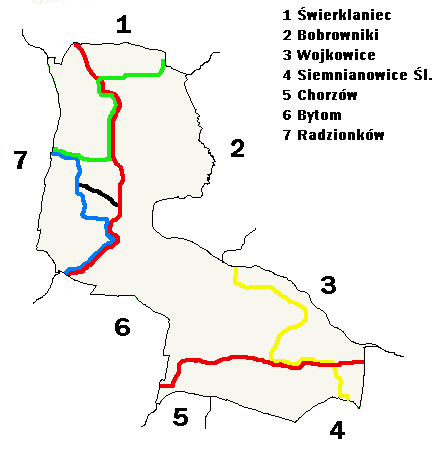